# 三花龙胆
三花龙胆（学名：Gentiana triflora）为龙胆科龙胆属的植物。分布于日本、朝鲜、俄罗斯以及中国大陆的吉林、河北、辽宁、黑龙江、内蒙古等地，生长于海拔640米至950米的地区，见于草地、湿草地及林下，目前尚未由人工引种栽培。

## 外部連結
- 龍膽 Longdan（页面存档备份，存于） 中藥材圖像數據庫 (香港浸會大學中醫藥學院)